# Найдёнов, Иван Андреевич
Иван Андреевич Найдёнов (1889 — 1975) — начальник Управления связи Красной Армии.

## Биография

### В РИА
В июне 1917 года направлен на Западный фронт, где был назначен полуротным 43-го Сибирского стрелкового полка 11-й Сибирской стрелковой дивизии и в её составе участвовал в знаменитом Брусиловском прорыве. Был ранен 9 июля 1917 года у  м. Крево.

### В РККА
В феврале 1938 года назначен начальником Управления связи Красной Армии. В конце июля 1940 вместо генерал-лейтенанта И. А. Найдёнова начальником Управления связи Красной Армии назначается генерал-майор Н. И. Гапич. После чего являлся генерал-инспектором связи РККА.

### В Великую Отечественную войну
В начале Великой Отечественной войны И.А. Найденов был откомандирован в Киев для подготовки Узла связи вспомогательного пункта управления Ставки ВГК. По возвращении в Москву 28 июля 1941 года назначен первым заместителем И.Т. Пересыпкина, начальника Главного Управления связи Красной Армии. С конца декабря 1941 года по февраль 1942 года, в период контрнаступления под Москвой, он напряженно трудился в 20-й, 1-й Ударной, 49-й и 10-й армиях Западного фронта, 29-й и 39-й армиях Калининского фронта. Весь март и первую половину апреля она работал в Москве над организацией связи во вновь формируемых танковых армиях, вопросами призыва в войска связи женщин и организацией их подготовки в учебных частях. С 15 апреля по 10 мая 1942 года лечился в госпитале после операции, а уже 15 мая вылетел на Юго-Западный фронт для проверки организации связи на период вывода из окружения армий фронта, принявших участие в неудачной Харьковской операции. В последующем Найденов занимался, главным образом, вопросами организации и обеспечения связи на различных фронтах.

### После войны
После окончания Великой Отечественной войны, с апреля 1946, занимал должность заместителя начальника связи Генштаба ВС СССР, затем начальника Управления связи Генштаба ВС СССР и служил в этой должности до увольнения в запас 30 мая 1950.

### Звания
- рядовой телеграфист;
- ефрейтор;
- младший унтер-офицер;
- старший унтер-офицер;
- прапорщик на 9.7.1917;
- подпоручик (1917);
- комбриг (1936);
- комдив (1939);
- генерал-лейтенант войск связи (1940).

### Награды
- орден Ленина
- орден Красного Знамени
- орден Отечественной войны» 1-й степени
- орден Красной Звезды
- орден «Виртути Милитари»;
- медали «За оборону Москвы», «За обороны Сталинграда», «За оборону Кавказа», «За победу над Германией», «За победу над Японией».